# شارل لوسین بناپارت
شارل لوسین بناپارت (به فرانسوی: Charles Lucien Bonaparte) نام یک زیست شناس و پرنده شناس فرانسوی است. وی برادرزادهٔ ناپلئون یکم است. او در ایتالیا بزرگ شد و بعد از ازدواجش به فیلادلفیای آمریکا برای تحصیل مهاجرت کرد.